# Адріанна Ленкер
Адріанна Елізабет Ленкер (англ. Adrianne Elizabeth Lenker; нар. 9 липня 1991) — американська музикантка, співачка, авторка пісень, відома насамперед як співзасновниця та лідерка гурту Big Thief.

## Життєпис
Народилася у місті Індіанаполіс, штат Індіана, та провела перші 6 років життя у християнській секті в Міннесоті. Після цього 10 років мешкала у місті Плімут. Співачка не відвідувала школу, однак пройшла програму загальноосвітнього розвитку, після чого навчалася у Музичному коледжі Берклі.
Першу пісню написала у віці 8 років, а в 13 записала свою першу платівку, Stages of the Sun.

У 2014 році виходить другий студійний альбом Ленкер під назвою Hours Were the Birds; того ж року вона бере участь у записі двох мініальбомів у співавторстві з колишнім чоловіком та майбутнім учасником Big Thief Баком Міком.

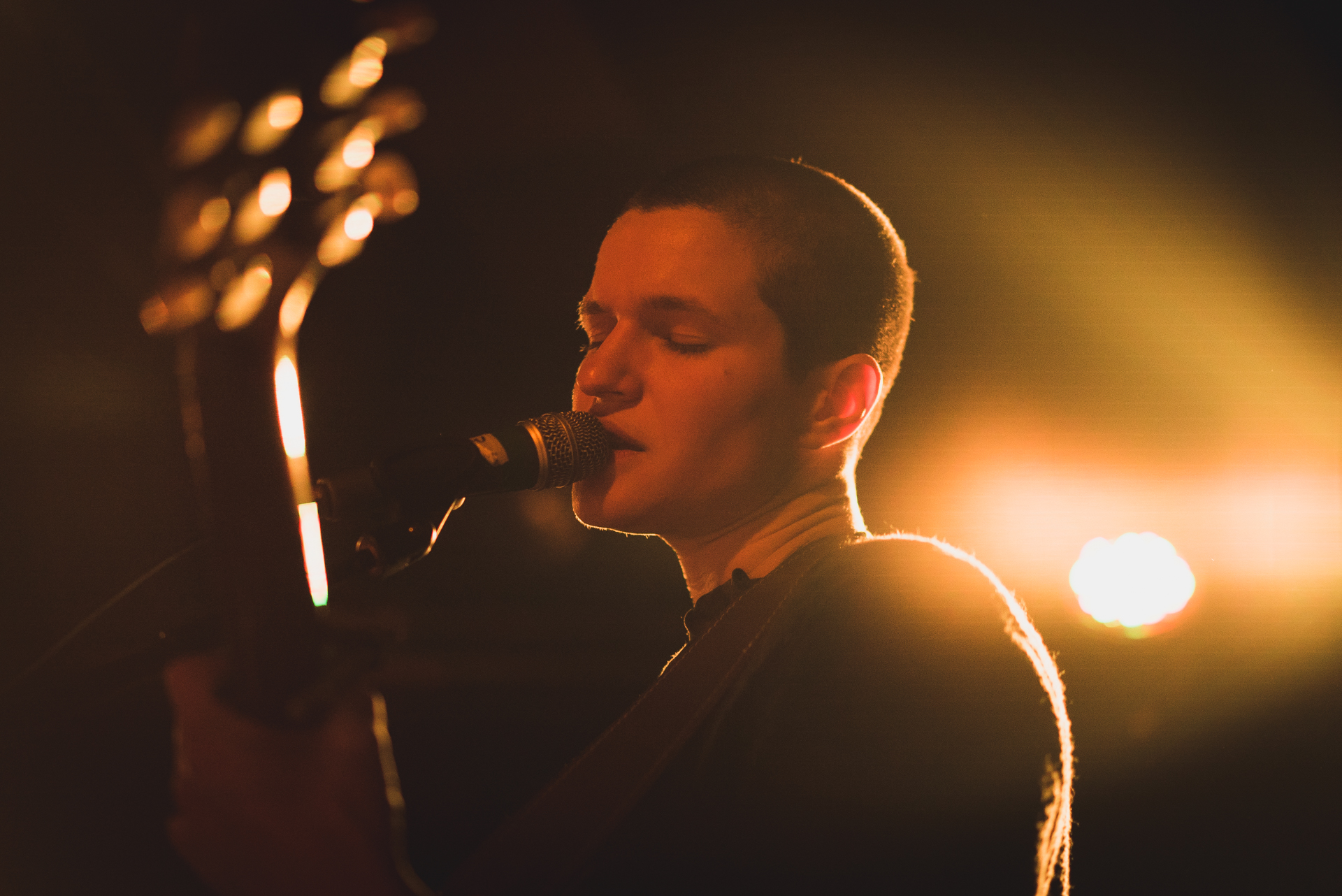
На концерті Big Thief у Лондоні, 2017

Третій студійний альбом співачки, abysskiss, було видано 5 жовтня 2018 року, а 23 жовтня 2020 року на лейблі 4AD відбувся реліз одразу двох платівок Ленкер — songs та instrumentals.
11 березня 2024 року Ленкер випустила міні-альбом «I Won't Let Go of Your Hand» ексклюзивно на Bandcamp, виручка від якого надійшла до Фонду допомоги дітям Палестини.
Останній станом на сьогодні альбом виконавиці під назвою Bright Future вийшов 22 березня 2024 року.

## Особисте життя
У 24 років одружилася з гітаристом гурту Big Thief Баком Міком. Вони розлучилися у 2018 році, але залишились близькими друзями. Після цього зустрічалася зі співачкою Індиго Спарк, у 2020 році стосунки підійшли до кінця. Що стосується сексуальної орієнтації, Адріанна позиціонує себе як «квір».
Окрім музики, Ленкер займається бойовими мистецтвами, зокрема тхеквондо та карате.

## Дискографія

### Студійні альбоми
- Stages of the Sun (LucidTunes, 2006)
- Hours Were the Birds (Saddle Creek, 2014)
- abysskiss (Saddle Creek, 2018)
- songs (4AD, 2020)
- instrumentals (4AD, 2020)
- Bright Future (4AD, 2024)

### Концертні альбоми
- Live at the Southern (LucidTunes, 2006)

### Міні-альбоми
- a-sides (спільно з Баком Міком; Saddle Creek, 2014)
- b-sides (спільно з Баком Міком; Saddle Creek, 2014)
- I Won't Let Go of Your Hand (4AD, 2024)

### Сингли
- «cradle» (2018)
- «symbol» (2018)
- «from» (2018)
- «anything» (2020)
- «dragon eyes» (2020)
- «ruined» (2023)
- «sadness as a gift» (2024)
- «fool» (2024)
- «free treasure» (2024)

### Музичні відео
- «symbol» (2018)
- «zombie girl» (2020)
- «forwards beckon rebound» (2021)
- «ruined» (2023)
- «fool» (2024)